# Bacurau
Bacurau ist ein Science-Fiction-Drama von Kleber Mendonça Filho und Juliano Dornelles, das am 15. Mai 2019 im Rahmen der Internationalen Filmfestspiele von Cannes seine Premiere feierte und dort im Wettbewerb um die Goldene Palme konkurrierte. Am 29. August 2019 kam der Film in die brasilianischen Kinos.

## Handlung
In einigen Jahren in der Zukunft im Nordosten Brasiliens. Das Dorf Bacurau liegt in einer staubigen Gegend, eingesäumt von felsigen Hügeln, und zieht nur noch wenige Besucher an. Der Lehrer des Dorfes hat festgestellt, dass Bacurau auf keiner Landkarte mehr zu finden ist, besonders den GPS-gestützten. Sauberes Wasser muss angeliefert werden, doch der Bürgermeisterkandidat Tony Jr., der sich zur Wiederwahl stellt, verspricht eine Verbesserung, versucht die Einwohner jedoch nur mit vergammeltem Essen und kostenlosen verschreibungspflichtigen Medikamenten zu bestechen. Nur ein Rebell namens Lunga bemüht sich um echte Hilfe und versucht Wasser aus dem Hinterland nach Bacurau abzuleiten.
Die Dorfbewohner haben sich versammelt, um ihrer Matriarchin Carmelita, der 94-jährigen Dorfältesten, die letzte Ehre zu erweisen. Ihre Enkeltochter Teresa hat es gerade noch rechtzeitig zur Beerdigung geschafft. Als einer der Tanklaster, die Bacurau mit Wasser beliefern, eines Tages beschossen wird, kündigt sich das Unheil an. Die Dorfbewohner sind ins Visier einer schwer bewaffneten Gruppe meist weißer US-Amerikaner geraten, die sie wie Wild schießen wollen. Angeführt werden sie von dem sinistren Michael. Die Gringos fühlen sich den Einwohnern von Bacurau überlegen und sprechen nur verächtlich über sie, doch diese wehren sich mehr als erwartet.

## Produktion

### Stab und Filmtitel

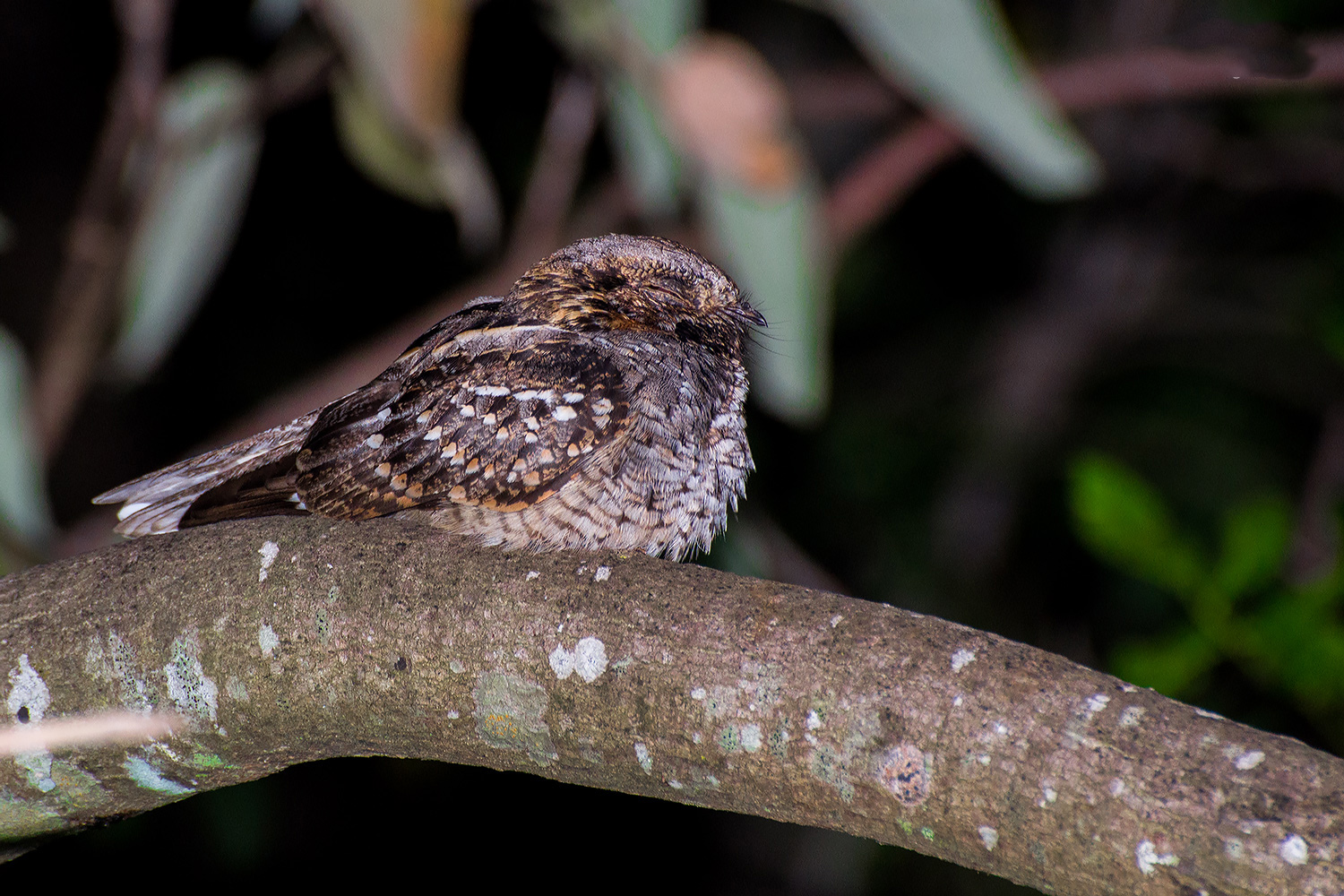
„Bacurau“ ist auch die Bezeichnung einer Nachtschwalben-Art

Regie führten Kleber Mendonça Filho und Juliano Dornelles, die auch das Drehbuch schrieben. Beide stammen aus der Subregion Sertão des Bundesstaates Pernambuco im Nordosten Brasiliens und haben sich die Geschichte ausgedacht, so auch die titelgebende Stadt Bacurau, die als eine ultrazynische politische Allegorie dient und auf die der Film anfangs vom Weltall aus zoomt, eine Szene, die mit CGI realisiert wurde.
Der Name der Stadt und zugleich Titel des Films sind offenbar an den Namen eines dämmerungs- und nachtaktiven Vogels angelehnt, dem Bacurau, einer Nachtschwalben-Art, was in Brasilien auch der gängige Ausdruck für den letzten Bus ist, den man nicht verpassen sollte. Die Fluginsektenjäger teilen sich mit den Fledermäusen die gleiche ökologische Nische.

### Drehbuchentwicklung
Mendonça Filho hatte 2016 in Cannes seinen Film Aquarius vorgestellt und den Auftritt auf dem roten Teppich genutzt, um gegen die Amtsenthebung von Dilma Rousseff zu protestieren. Hiernach wurde er in den Sozialen Medien beschimpft und von der Presse attackiert. So habe er einen Vorgeschmack erhalten, wie Rechtsradikale agieren und wie autoritäres Denken funktioniert, was alles in das Drehbuch von Bacurau eingeflossen sei, so Mendonça Filho. Weiter erklärte der Regisseur, dass in Brasilien Anfang 2019 das Kulturministerium abgeschafft wurde, was ein Problem für alle Filmemacher des Landes sei und die ganze brasilianische Filmindustrie untergrabe.

### Besetzung, Dreharbeiten und Filmmusik
Domingas, die Ärztin der Stadt, wird von Sônia Braga gespielt. Die amerikanischen Gringos, die Bacurau überfallen, werden von dem sinistren Michael angeführt, gespielt von Udo Kier. Teresa, die Enkelin der verstorbenen Dorfältesten, wird von Bárbara Colen gespielt. Thardelly Lima übernahm die Rolle des Bürgermeisters Tony Jr. Silvero Pereira spielt den Rebellen und Robin-Hood-Verschnitt Lunga.
Die Dreharbeiten fanden in Sertão in Brasilien statt. Als Kameramann fungierte Pedro Sotero, das Szenenbild stammt von Thales Junqueira.
Die Filmmusik komponierten Mateus Alves und Tomaz Alves Souza. Der Soundtrack wurde Mitte September 2019 von Urânio als Download veröffentlicht.

### Marketing und Veröffentlichung
Der Film feierte am 15. Mai 2019 im Rahmen der 72. Internationalen Filmfestspiele von Cannes seine Premiere. Kurz zuvor wurde ein erster Trailer vorgestellt. Im Juni 2019 wurde er beim Sydney Film Festival vorgestellt. Ende Juni und Anfang Juli 2019 wurde er beim Filmfest München im Wettbewerb CineMasters gezeigt. Im Juli 2019 wurde der Film beim Neuchâtel International Fantastic Film Festival vorgestellt, im August 2019 beim Melbourne International Film Festival und beim Sarajevo Film Festival. Ein Kinostart in Brasilien erfolgte am 29. August 2019, in Frankreich ist er am 25. September 2019 geplant. Im September 2019 wurde der Film beim Toronto International Film Festival im Rahmen der Sektion Contemporary World Cinema gezeigt. Ende September, Anfang Oktober 2019 wurde er beim New York Film Festival gezeigt, ebenfalls Anfang Oktober 2019 beim London Film Festival und hiernach beim Film Festival Cologne. Am 6. März 2020 kam der Film in die US-Kinos.

## Rezeption

### Kritiken
Der Film konnte 93 Prozent der 168 Kritiker bei Rotten Tomatoes überzeugen und erhielt hierbei eine durchschnittliche Bewertung von 7,8 der möglichen 10 Punkte, womit er hier einen der mittleren Plätze bei den in Cannes vorgestellten Filmen belegte. Im Kritikerspiegel von critic.de erhielt er überwiegend positive Kritiken. In der bei Screen veröffentlichten Kritikerumfrage zu den Festivalbeiträgen in Cannes erhielt er 2,6 von 4 möglichen Punkten. Zudem landete Bacurau im IndieWire Critics Poll 2020 auf dem 10. Platz der besten Filme und auf Platz 1 der besten internationalen Filme des Jahres. Aus den 21. Annual Golden Tomato Awards ging er als Zweitplatzierter in der Kategorie Thrillers der Filme des Jahres 2020 hervor.

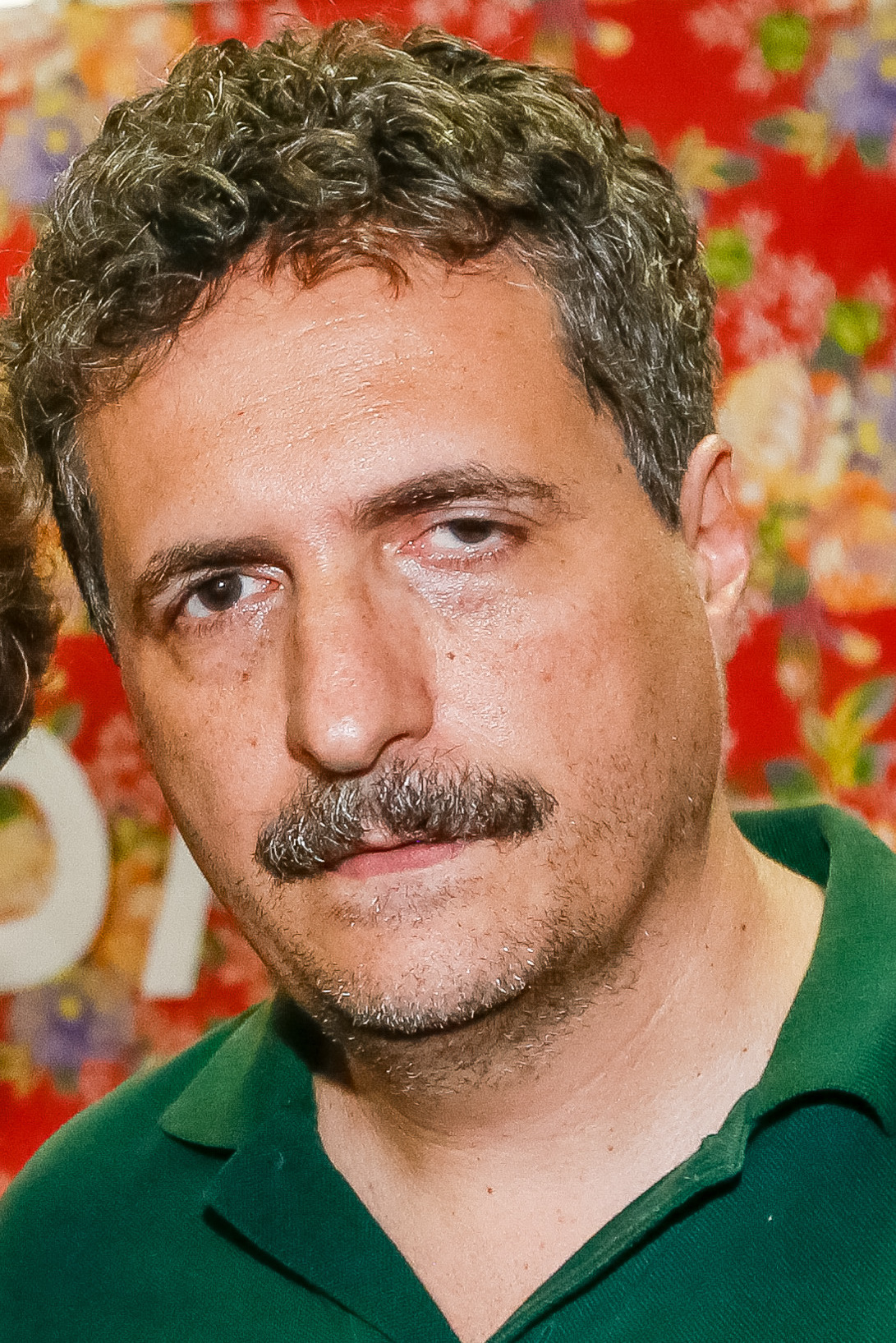
Regisseur Kleber Mendonça Filho

Stephen Dalton von The Hollywood Reporter schreibt, Bacurau sei visuell beeindruckend und erinnere mit seinen anamorphotischen Objektivaufnahmen, geteilten Bildschirmen und seitlichen Bildausstiegen zwischen den Szenen bewusst an die üppige visuelle Grammatik klassischer 1970er-Jahre-Filme. Allerdings füge sich der Neo-Western nie als befriedigendes Ganzes zusammen. Einheimische Brasilianer der Region und Geschichtswissenschaftler, die sich mit dieser beschäftigen, würden es jedoch zu schätzen wissen, wie Kleber Mendonça Filho und Juliano Dornelles auf die Cangaceiro-Tradition extravagant gekleideter „sozial Geächteter“ zurückgreifen und über die Spuren des Koronelismus und die ungerechte Herrschaft mächtiger Oligarchen nachdenken.
Peter Debruge von Variety erklärt, Bacurau betrete schnell das Reich des Surrealen, was den Film zu seinem fast buñuelianischen Science-Fiction-Thriller mache, der wie ein Spaghetti-Western mit komischen Zooms gedreht wurde. Einige Einstellungen erinnerten dabei an Sergio Leones Für eine Handvoll Dollar, in dem Clint Eastwoods Figur die bevorstehende Gewaltorgie vorwegnimmt, indem er den Leichenbestatter beauftragt, drei Särge zu fertigen, so Debruge. Anfänglich konzentriere sich der Film überwiegend auf die Einwohner von Bacurau, bis das Drehbuch schließlich die Aufmerksamkeit auf Udo Kiers Figur lenke. Debruge merkt an, zwar hätten sich die Filmemacher entschieden, sich auf zwei Frauen zu konzentrieren, doch trotz der geschürten Erwartungen, diese könnten sich zu Filmheldinnen entwickeln, gebe es im Film keine zentrale Figur.

### Auszeichnungen (Auswahl)
Wie Mitte August 2019 bekanntgegeben wurde, befindet sich Bacurau in einer Vorauswahl von 12 Filmen als brasilianischer Beitrag für die Oscarverleihung 2020. Im Folgenden weitere Auszeichnungen und Nominierungen.
Chicago Film Critics Association Awards 2020
- Nominierung als Bester fremdsprachiger Film[24]

Film Festival Cologne 2019
- Nominierung für den Hollywood Reporter Award (Kleber Mendonça Filho und Juliano Dornelles)[25]

Filmfest München 2019
- Auszeichnung mit dem ARRI/Osram Award im Wettbewerb CineMasters[26]

Golden Reel Awards 2021
- Nominierung für den Besten Tonschnitt in einem fremdsprachigen Film[27]

Gotham Awards 2021
- Nominierung als Bester internationaler Spielfilm[28]

Independent Spirit Awards 2021
- Nominierung als Bester internationaler Film[29]

Internationale Filmfestspiele von Cannes 2019
- Nominierung für die Goldene Palme (Kleber Mendonça Filho und Juliano Dornelles)
- Nominierung für die Queer Palm (Kleber Mendonça Filho und Juliano Dornelles)
- Auszeichnung mit dem Preis der Jury (Kleber Mendonça Filho und Juliano Dornelles)

National Society of Film Critics Awards 2021
- Runner-up als Bester fremdsprachiger Film[30]

Neuchâtel International Fantastic Film Festival 2019
- Nominierung für die Narcisse als Bester Spielfilm im internationalen Wettbewerb (Kleber Mendonça Filho und Juliano Dornelles)[31]

New York Film Critics Circle Awards 2020
- Auszeichnung als Bester fremdsprachiger Film[32]

Online Film Critics Society Awards 2021
- Nominierung als Bester fremdsprachiger Film[33]

Prix Lumières 2020
- Nominierung als Beste internationale Koproduktion (Kleber Mendonça Filho und Juliano Dornelles)[34]

Sitges Film Festival 2019
- Nominierung als Bester Film im Official Fantàstic Competition (Juliano Dornelles und Kleber Mendonça Filho)
- Auszeichnung für die Beste Regie im Official Fantàstic Competition (Juliano Dornelles und Kleber Mendonça Filho)
- Auszeichnung mit dem Jose Luis Guarner Critics’ Award
- Auszeichnung mit dem Preis der Jugendjury[35][36]

Sydney Film Festival 2019
- Nominierung als Bester Film für den Sydney Film Prize (Kleber Mendonça Filho und Juliano Dornelles)

Toronto Film Critics Association Awards 2021
- Auszeichnung als Bester internationaler Spielfilm[37]